# Почему Англия спала
Почему́ А́нглия спала́ (англ. Why England Slept) — опубликованная в 1940 году книжная версия дипломной работы, написанной Джоном Фицджеральдом Кеннеди на последнем курсе Гарвардского колледжа. Её название является аллюзией на книгу Уинстона Черчилля 1938 года «Пока Англия спала», в которой также исследуется наращивание военной силы Германии. 

## Сюжет
В книге Кеннеди рассматривает неудачи британского правительства в принятии мер по предотвращению Второй мировой войны и первоначальное отсутствие реакции со стороны Великобритании на военные угрозы со стороны Адольфа Гитлера.
Книга примечательна тем, что Кеннеди не стал критиковать политику британского правительства перед войной, как было тогда принято среди экспертов. Вместо этого он предположил, что более раннее военное столкновение Великобритании с Германией привело бы для первой к гораздо худшим последствиям. Он полагал, что отсрочка, полученная Британией в результате политики умиротворения, позволила стране лучше подготовиться к войне. 

## Публикация

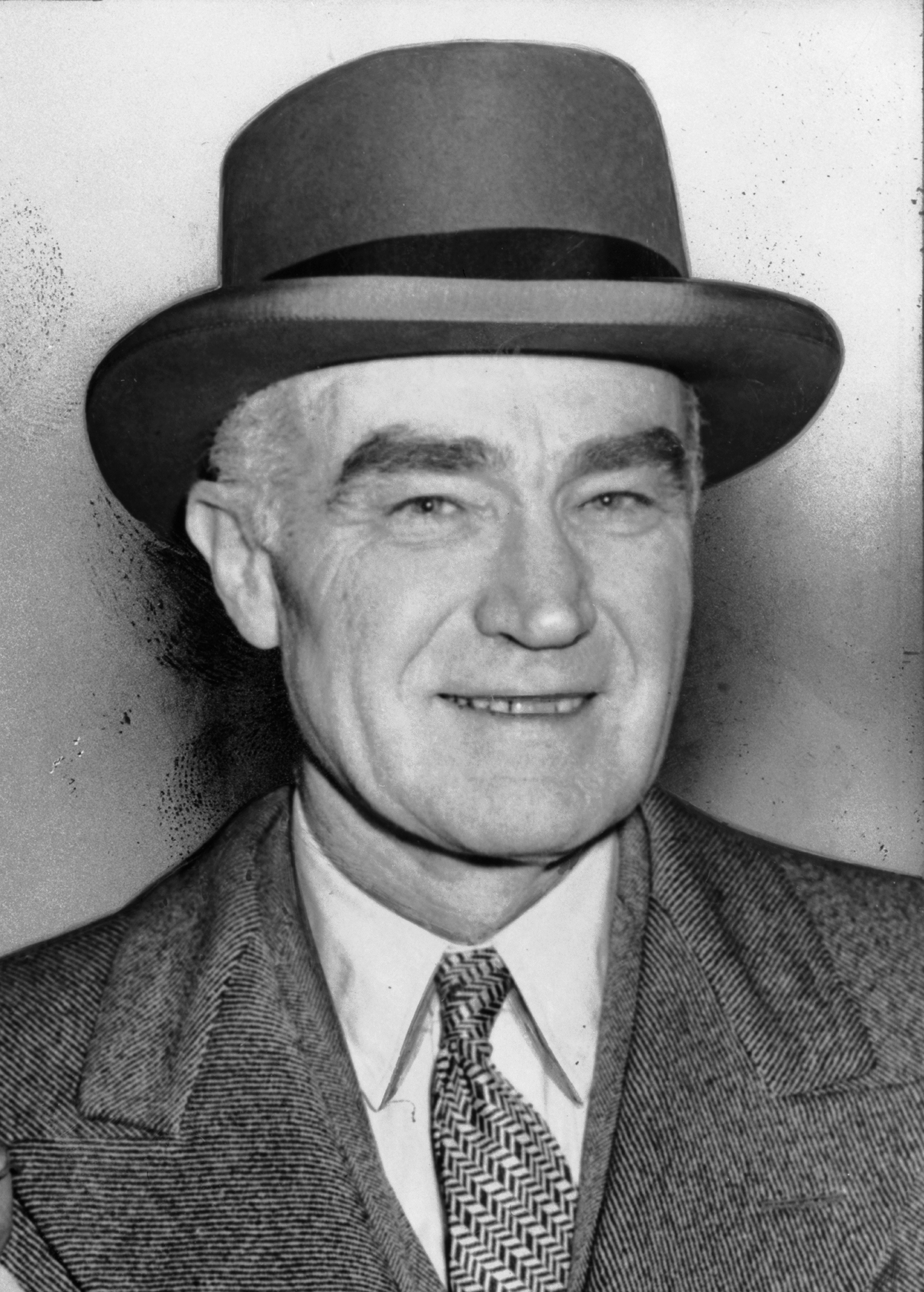
Влиятельный издательский магнат Генри Люс написал предисловие

Изначально предполагалось, что книга будет не более чем дипломной работой в колледже. Она была оценена на отлично профессорами Генри Йомансом и Карлом Фридрихом. Тем не менее, отец Кеннеди, стремясь поднять репутацию своего сына, предложил тому переработать дипломную работу в книгу и опубликовать её. 
Сперва Джозеф Кеннеди обратился к Гарольду Ласки с просьбой написать предисловие к книге, но Ласки отказался, так как считал, что это «книга незрелого ума; если бы она не была написана сыном очень богатого человека, то не нашла бы издателя». Тогда он пригласил издательского магната Генри Люса для написания предисловия, а своего друга и бывшего начальника бюро The New York Times Артура Крока — для помощи в редактировании. Крок утверждал, что ему пришлось полностью переписывать текст, однако сопоставление книги с текстом дипломной работы показывает, что его роль свелась к литературной редактуре. Историк Гарри Уиллс писал, что помощь Крока заключалась в переписывании и изменении названия рукописи (первоначально дипломная работа называлась «Мюнхенское умиротворение»), а также в поиске агента для её публикации.

## Реакция
Книга была опубликована в 1940 году, а её продажи в Великобритании и Соединенных Штатах Америки составили 80 000 экземпляров. Кеннеди получил гонорар в 40 000 долларов — это была первая крупная сумма, которую он заработал своим трудом. Доходы от британских продаж были пожертвованы автором британскому городу Плимуту, который подвергся бомбардировке Люфтваффе. На доходы от продаж книги в Северной Америке Кеннеди купил себе кабриолет Buick.
В 1961 году книга была переиздана; в новом издании Генри Люс устранил из предисловия пассажи, осуждавшие Рузвельта за бездействие перед лицом военной опасности.

## Анализ
Книга показывает веру Кеннеди в необходимость объективного и беспристрастного расчёта при принятии внешнеполитических решений. По мнению профессора Гарвардского университета Фредрика Логевалла, книга демонстрирует «приверженность Джона Кеннеди несентиментальному реализму в международных делах». Кеннеди говорит будущим политикам, что «с внешними угрозами нельзя бороться, игнорируя их или желая избавиться от них… им нужно противостоять с трезвым и осознанным расчётом».